# 1971 w polityce

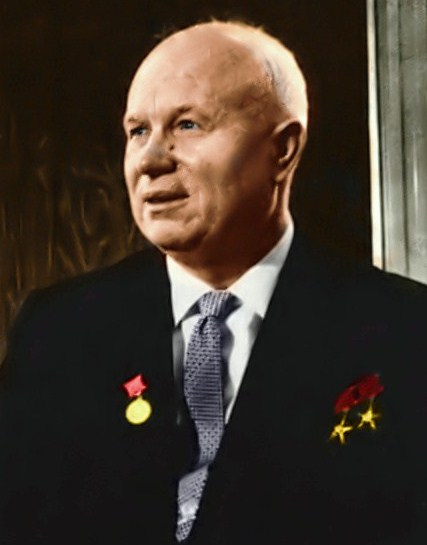
Nikita Chruszczow

Wydarzenia polityczne w 1971 roku.

## Styczeń
- 25 stycznia – w Ugandzie doszło do przewrotu wojskowego. Władzę w kraju objął generał Idi Amin[1].

## Luty
- 3–9 lutego – w Belfaście toczyły się zaciekłe walki pomiędzy katolikami a protestantami. Podczas walk zginęło 11 osób, a kilkadziesiąt zostało poważnie rannych[1].
- 6–7 lutego – w Warszawie obradował VIII Plenum KC PZPR. Plenum zawiesiło Władysława Gomułkę w prawach członka KC. Edward Gierek obarczył poprzednika wina za wydarzenia na Wybrzeżu[1].

## Marzec
- 3 marca – premier Polski Ludowej Piotr Jaroszewicz spotkał się z prymasem Stefanem Wyszyńskim. W wyniku rozmów znormalizowano stosunki pomiędzy państwem a Kościołem oraz złagodzono zakaz dotyczący budowy nowych świątyń[1].

## Maj
- 3 maja – Erich Honecker objął władzę w NRD po rezygnacji Waltera Ulbrichta[2].

## Lipiec
- 13–19 lipca – na terenie Jordanii dostało do starć pomiędzy armią rządową a paramilitarnymi organizacjami palestyńskimi. Zginęło kilkudziesięciu Palestyńczyków, a ok. 1500 wzięto do niewoli. Ostatniego dnia walk jordańskie radio nadało komunikat o ostatecznym rozbiciu organizacji palestyńskich na terenie Jordanii[1].

## Wrzesień
- 11 września – zmarł Nikita Chruszczow, były radziecki przywódca[3].

## Październik
- 7 października – zmarł Wilfred Tomkinson, brytyjski wiceadmirał[4].
- 24 października – Chińska Republika Ludowa została członkiem Organizacji Narodów Zjednoczonych. Jednocześnie z grona członków wykluczono Republikę Chińską[1].

## Grudzień
- 3 grudnia – wybuchła wojna indyjsko-pakistańska[1].
- 10 grudnia – Pokojową Nagrodę Nobla otrzymał Willy Brandt[1].
- 29 grudnia – Giovanni Leone został prezydentem Włoch[5].
- 30 grudnia – urodził się Bartosz Arłukowicz, polski lekarz i polityk, minister zdrowia[6].